# Les Scarifiés
Les Scarifiés (titre original : The Scar) est un roman de l'écrivain britannique China Miéville publié en 2002, et le second après Perdido Street Station d'une série se situant dans le monde fictif de Bas-Lag, un monde où la magie (nommée « thaumaturgie ») et la technologie steampunk coexistent.

## Résumé
Bellis Frédevin s'embarque sur le Terpsichoria, un navire à destination de la colonie de Nova Esperium. En chemin, le bateau est attaqué par des pirates qui s'en emparent et l'amènent à Armada, une vaste cité-État flottante composée de multiples bateaux assemblés entre eux. Le Terpsichoria y est alors amarré pour en faire partie et toutes les personnes à son bord, à l'exception du capitaine assassiné, sont désormais considérés comme de nouveaux citoyens d'Armada, tous égaux entre eux qu'ils soient anciens prisonniers ou citoyens de Nouvelle-Crobuzon. Ces derniers vont vite se rendre compte que les qualités particulières de certains d'entre eux vont être mises à contribution afin de faire face à un défi énorme : dénicher l'advanç, une créature marine légendaire à la taille gigantesque, et la dompter afin de pouvoir déplacer Armada plus rapidement que ne le permettent les remorqueurs affectés à cette tâche.

## Personnages
- Bellis Frédevin (Bellis Coldwine en version originale), amie d'Isaac Dan der Grimnebulin (personnage central du roman Perdido Street Station), elle est traquée par la milice de Nouvelle-Crobuzon à cause de cette amitié et se voit contrainte de s'exiler en bateau vers Nova Esperium.
- Johan Larmouche (Johannes Tearfly en version originale), naturaliste rencontré par Bellis Frédevin sur le Terpsichoria, le navire les emmenant à Nova Esperium. Ses talents seront requis pour comprendre et maîtriser l'advanç.
- Tanneur Sacq (Tanner Sack en version originale), prisonnier recréé emprisonné dans les cales du Terpsichoria, sa nouvelle liberté le rend dévoué corps et âme aux projets armadiens.
- Shekel (Shekel en version originale), jeune matelot sur le Terpsichoria où il a lié amitié avec Tanneur Sacq, il se rapproche de Bellis Frédevin une fois citoyen d'Armada afin d'apprendre la lecture.
- Silas Fennec (Silas Fennec en version originale), citoyen de Nouvelle-Crobuzon, il est récupéré par le capitaine du Terpsichoria lors d'une visite à Salkrikaltorville, une ville sous-marine peuplée de Cray. Son activité d'espion pour le compte de Nouvelle-Crobuzon va peu à peu se révéler.
- Les Amants (The Lovers en version originale), couple dirigeant Aiguillau, le plus puissant des neuf districts d'Armada.
- Uther Dol (Uther Doul en version originale), garde du corps des Amants.
- Le Brucolac (The Bruccolac en version originale), vampère dirigeant le district de Chutsesch.
- Angevine (Angevine en version originale), citoyenne recréée d'Armada dont Shekel tombe amoureux.
- Hédrigal (Hedrigall en version originale), citoyen d'Armada, pilote de l’Arrogance, le plus grand dirigeable d'Armada.
- Carrianne (Carrianne en version originale), citoyenne d'Armada, amie de Bellis Frédevin.
- Tintinnabule (Tintinnabulum en version originale), capitaine du Castor et pirate renommé.
- Jean-le-Bougre (Bastard John en version originale), dauphin supervisant tous les travaux maritimes.
- Krüach Aum (Kruach Aum en version originale), un Anophelius ayant énormément de connaissances sur l'advanç.
- Les Strangulots (The Grindylow en version originale), peuple avec qui Nouvelle-Crobuzon veut entrer en guerre et qui pour cela a envoyé comme espion Silas Fennec.

## Accueil critique
En Grande-Bretagne, le roman reçoit une critique globalement favorable du journaliste Steven Poole dans la revue The Guardian. Il concède tout d'abord avoir dû lutter avec le style d'écriture de l'auteur, affirmant qu' « au travers des quarante premières pages, on peut entendre les efforts de l'auteur se démenant sans succès avec ses effets de style » mais qu' « une fois le roman lancé sur ses rails après ce début malavisé, China Miéville commence à construire une intrigue fascinante à base d'espionnage et de la tromperie ». Il conclut que « Les Scarifiés permet de démontrer, à travers suffisamment d'inventivité et d'énergie brute, finement gouvernées par une conception des plus intelligentes, que China Miéville est un des jeunes écrivains les plus imaginatifs que l'on puisse trouver dans les domaines de la fiction ».
En France, le Cafard cosmique décrit le roman comme « foisonnant, épique et tumultueux » et ActuSF le considère comme un « chef-d'œuvre séminal, une claque, un trésor ».

### Récompenses
Les Scarifiés a été proposé pour le prix Hugo du meilleur roman 2003, le prix World Fantasy du meilleur roman 2003, le prix Arthur-C.-Clarke 2003, le prix Philip-K.-Dick 2002 et le prix British Science Fiction 2002. Il a remporté le prix British Fantasy 2003 de la British Fantasy Society et le prix Locus du meilleur roman de fantasy 2003.

## Éditions
- The Scar, Macmillan, 26 avril 2002, 608 p.  (ISBN 978-0333781746)
- Les Scarifiés, Fleuve noir, coll. « Rendez-vous ailleurs », 29 septembre 2005, trad. Nathalie Mège, 523 p.  (ISBN 978-2265077430)
- Les Scarifiés, Pocket, coll. « Fantasy » no 5880, 13 novembre 2008, trad. Nathalie Mège, 864 p.  (ISBN 978-2266154994)